# ماري روبنسون (شاعرة)
ماري روبنسون (بالإنجليزية: Mary Robinson)‏ (27 نوفمبر 1758، برستل في المملكة المتحدة - 26 ديسمبر 1800 في المملكة المتحدة)؛ شاعرة، ممثلة، كاتِبة وروائية بريطانية.